# 코이늑대
코이늑대(영어: Coywolves)는 늑대와 코요테 사이의 개과 혼종 중 하나이다. 이들은 최근 북아메리카에서 퍼졌으며 동부코요테나 동부늑대, 붉은늑대의 일부분으로 보기도 한다.

## 동부 코요테
개과의 혼종인 많은 동부코요테는 코요테가 대부분의 유전적 조상을 차지하고, 또한 일부 회색늑대와 붉은늑대도 유전적으로 가지고 있다. 이들은 끊임없이 유전자풀에서 진화했고 일부 과학자들은 이들을 새로운 종으로 취급하기도 한다. 이 동물의 유전적 구성에는 아직도 많은 논쟁이 벌어지고 있다.
한 연구에서는 메인주에서 수집한 결과 100마리가 코요테, 22마리는 반 이상이 늑대가 조상이었으며 이들의 89%는 회색늑대가 조상으로 나왔다. 이 결과 캐나다에 있는 대규모 동부코요테는 실제로 작은 서부코요테의 잡종이며 회색늑대와 만나 수십년 동안 코요테와 같이 살고 번식하며 뉴잉글랜드 지역으로 퍼졌다는 이론이 제기되었다.

## 붉은늑대

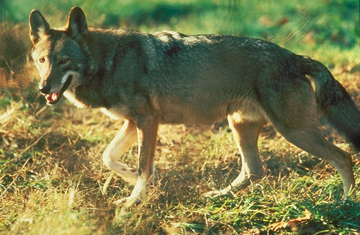
붉은늑대는 회색늑대의 아종 중 하나이다.

붉은늑대는 회색늑대의 아종 중 하나이다. 이 혼종의 강력한 증거로는 보인 유전자 테스트 결과 붉은늑대는 회색늑대나 코요테와 오직 5%의 대립 형질을 가진 독특한 종으로 발견되었다. 유전적 거리 계산은 붉은늑대가 코요테와 회색늑대 사이에 위치하며, 이들은 퀘백 남부와 미네소타 주의 늑대-코요테 혼종과 많은 유사성을 가지고 있다. 미토콘드리아 DNA 분석 결과 기존의 붉은늑대 개체는 코요테로부터 기원했다는 증거가 나타났다. 그러나, 또 다른 과학적 증거는 이들이 코요테와 회색늑대의 공통 조상에서 따로 분화한 종이라는 설도 제기되었다.

## 온타리오 주의 동부 코요테
2010년 3월 31일, 천연자원 연구 과학자 브렌트 패터슨(Brent Patterson)은 온타리오 교육부에서 동부 온타리오의 코요테 대부분이 늑대-코요테 혼종이며 앨곤퀸 주립 공원의 동부늑대와도 비슷하다는 점을 발표했다.

## 행동
코이늑대는 무리 사냥에서 늑대의 특성을 보이고 인간과의 접촉에 두려움이 없는 것인 코요테의 특성 둘 다 가지고 있다. 이들은 더욱 대담하고 보통 코요테보다 지능이 높은 것으로 추측한다.

## 같이 보기
- 타일러 미첼(Taylor Mitchell) - 코요테 또는 코이울프의 공격을 받아 부상한 사람.